# Scopula crassestrigata
Scopula crassestrigata là một loài bướm đêm trong họ Geometridae.